# Fridugisus
Fridugisus († 834 in Tours; auch Fridugis oder Fredegisus von Tours) war ab 819 Erzkanzler des Kaisers Ludwig des Frommen.
Er war seit 804 als Nachfolger seines Lehrers Alkuin Abt von Saint-Martin de Tours, seit 820 auch Abt von Saint-Omer (Sithiu) und Vorsteher der dortigen Kanonikergemeinschaft. Die im 10. Jahrhundert entstandenen Gesta Abbatum Sithiensium des Folcuin von Lobbes schildern seine Tätigkeit als Abt von Sithiu überaus negativ, da es offenbar Konflikte zwischen den (in der Regel Laien-)Mönchen und der priesterlichen Gruppe der Chorherren gab, die an der dem Kloster benachbarten Marienkirche wirkten und von Fridugis bevorzugt wurden.
Fridugis war an der Pfalzschule Karls des Großen tätig und an verschiedenen theologischen, philosophischen und politischen Kontroversen beteiligt, vor allem gegen Agobard. Obwohl er sich in seinen Lehren eng an die Schriften hielt, befürwortete er die These von der Existenz des Nichts.

## Werke
- De substantia nihili et tenebrarum (nach 804; Erstdruck: Lucca 1761)